# Историјски окрузи Велса
Историјски окрузи Велса (енгл. Historic counties of Wales) су 13 некадашњих округа (грофовија) у Велсу, који су били у званичној употреби више стотина година, али су замењени новим административним јединицама 90-их година двадесетог века - 22 округа и самоуправне општине (енгл. County Boroughs),  од којих неке имају слично име и територију. Иако више нису у званичној употреби у смислу државне управе, имена и територије историјских округа се и даље широко користе у свакодневном говору, историји и књижевности.

## Карактеристике
| Име        | Енглески        | Велшки                       | Становника | Година оснивања | Нови округ |
| ---------- | --------------- | ---------------------------- | ---------- | --------------- | ---------- |
| Монмут     | Monmouthshire   | Sir Fynwy                    | 503.917    | 1535.           |            |
| Гламорган  | Glamorganshire  | Sir Morgannwg                | 1,288,309  | Пре освајања    | подељен    |
| Кармартен  | Carmarthenshire | Sir Gaerfyrddin              | 187,568    | 1282.           |            |
| Пембрук    | Pembrokeshire   | Sir Benfro                   | 125,055    | Пре освајања    |            |
| Кардиган   | Cardiganshire   | Sir Aberteifi или Ceredigion | 72,992     | 1282.           |            |
| Бренок     | Brecknockshire  | Sir Frycheiniog              | 43,376     | 1535.           | Повис      |
| Раднор     | Radnorshire     | Sir Faesyfed                 | 25,821     | 1535.           | Повис      |
| Монтгомери | Montgomeryshire | Sir Drefaldwyn               | 63,779     | 1535.           | Повис      |
| Денби      | Denbighshire    | Sir Ddinbych                 | 174,151    | 1535.           |            |
| Флинт      | Flintshire      | Sir y Fflint                 | 60,012     | 1282.           |            |
| Мерионет   | Merionethshire  | Sir Meirionnydd              | 38,310     | 1282.           | Гвинет     |
| Кернарвен  | Caernarfonshire | Sir Gaernarfon               | 121,767    | 1282.           | Гвинет     |
| Англизи    | Anglesey        | Sir Fôn                      | 69,961     | 1282.           |            |

## Нови окрузи Велса (после 1996)
Законом о локалној самоуправи Велса из 1994 (енгл. Local Government (Wales) Act 1994), Велс је од 1. априла 1996. подељен на 22 административне јединице (енгл. Principal areas of Wales): 9 округа, 10 самоуправних општина (енгл. County Boroughs) и 3 аутономна града (Кардиф, Свонси и Њупорт). Од 13 историјских округа, 5 је спојено у два нова (Мерионет и Кернарвен спојени су у Гвинет, а Бренок, Раднор и Монтгомери спојени су у Повис), Гламорган је подељен на 2 града (Кардиф и Свонси) и 6 аутономних општина, а преосталих 7 је преживело са промењеним границама (из Денбија је издвојена општина Конви, из Флинта - општина Врексам, а из Монмута - град Њупорт и општине Торвен и Бленау-Гвент).